# Национальные вооружённые силы
Национальные вооружённые силы (пол. Narodowe Siły Zbrojne, NSZ) — подпольная военная организация движения Сопротивления в Польше во время Второй мировой войны и после неё. После Армии Крайовой и Крестьянских батальонов была крупнейшей военно-политической организацией во время оккупации. Была создана на основе ультраправых и правых идеологий.

## Исторический очерк

### Создание
Процесс создания Национальных вооружённых сил начался в июле 1942 года, когда произошёл раскол в Национальной военной организации (пол. Narodowa Organizacja Wojskowa) и Национальной партии (пол. Stronnictwo Narodowe) из-за слияния Национальной военной организации и Армии Крайовой.
Официальной датой создания NSZ является 20 сентября 1942 года — в этот день был назначен первый командир Национальных вооружённых сил, полковник Игнаций Озиевич («Чеслав»).
Национальные вооружённые силы были созданы в результате слияния нескольких военно-политичееских организаций польских националистов и других радикально правых и правых:
- Военной организации Союза ящериц (Związek Jaszczurczy)
- части Национальной военной организации, не принявшей условия объединения с АК.
- Народная Национальная военная организация (Narodowo-Ludowa Organizacja Wojskowa),
- Польское Национально-синдикалистское движение (Polski Obóz Narodowo-Syndykalistyczny),
- Польский орден возрождения (Zakon Odrodzenia Polski),
- Вооружённое Спасение народа (Zbrojne Pogotowie Narodu),
- Легион Унии славянских народов (Legion Unii Narodów Słowiańskich),
- Национальное подполье независимости (Narodowa Konspiracja Niepodległości),
- Вооружённая конфедерация (Konfederacja Zbrojna),
- военная организация «Волки» (Organizacja Wojskowa «Wilki»),
- Боевая организация «Восток» (Bojowa Organizacja «Wschód»),
- Польская вооружённая организация (Polska Organizacja Zbrojna),
- Объединённые польские войска (Polskie Wojska Unijne),
- Корпус защитников Польши (Korpus Obrońców Polski),
- Экипаж армейских партизан (Załoga Partyzantów Wojskowych),
- Ассоциация деловых женщин (Związek Kobiet Czynu),
- Молодое движение (Młody Nurt).

Также, в состав NSZ вошли некоторые местные структуры АК, особенно в северной Мазовии и Белостоке. Из АК пришли и старшие офицеры Национальных вооружённых сил — например, командующие полковник Тадеуш Курциуш («Zegota», «Моряк») и майор/полковник НВС Станислав Наконечников-Клюковский («Кмициц»).
Политическое руководство Национальными вооружёнными силами первоначально осуществляла группа «Оплот», а с 1943 года — Временный национальный Политический совет (TNRP, Tymczasową Narodową Radę Polityczną). Также, в сентябре 1942 года была создана Национальная гражданская служба (Służba Cywilna Narodu), которая выполняла административно-хозяйственные функции на территории деятельности NSZ.
В феврале 1943 г. была опубликована Декларация Национальных вооружённых сил, в которой были сформулированы основные задачи NSZ:
- борьба за независимость Польши и восстановление её восточной границы 1939 года, а также установление западной границы по линии рек Одер и Нейсе (так называемая концепция марша на запад);
- реформа системы государственного управления с расширением полномочий президента и Сената («для предотвращения парламентского хаоса»);
- децентрализация системы местных органов власти;
- построение «польского католического государства» с системой общественных отношений, основанных на основе католической этики;
- ограниченные реформы сельского хозяйства и поддержка экономики страны и частной собственности.

NSZ признавали «лондонское» правительство Польши в изгнании, но некоторые из них выступали против идеи АК о подготовке к всеобщему антинацистскому и антифашистскому восстанию.
Национальные вооружённые силы были открыто враждебны по отношению к леворадикалам, коммунистам, левым, сторонникам СССР и социалистам. Национальные вооружённые силы были против нацистской Германии и её союзников, а также Советской Союза, который после разгрома германских войск под Сталинградом вместе с Германским Рейхом считался врагом № 1.
Это было официально заявлено в постановлении № 3 от февраля 1944.

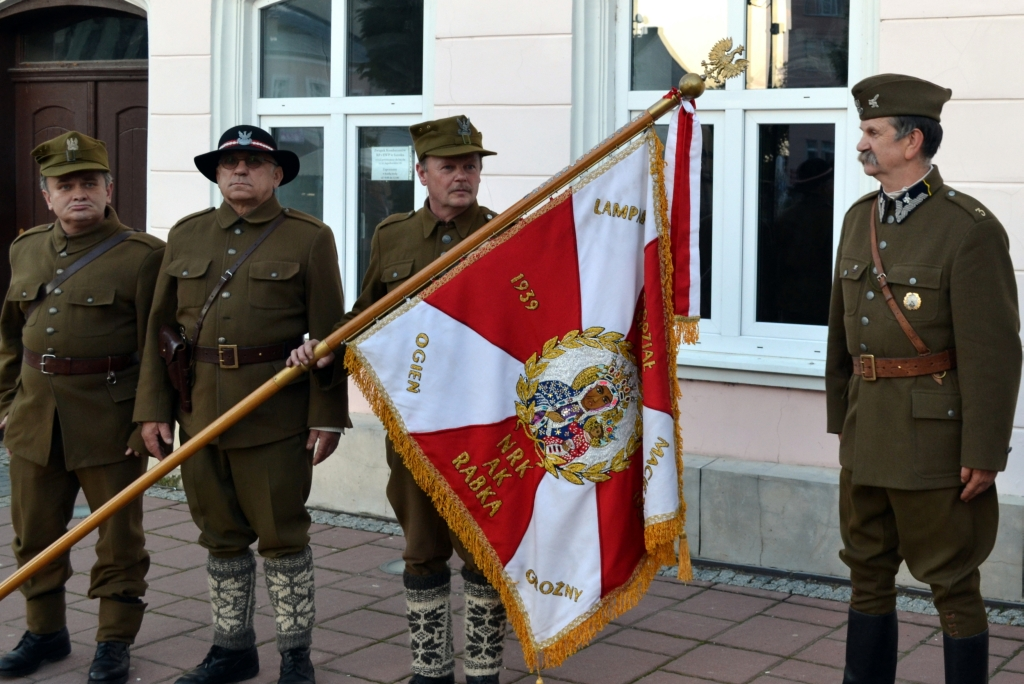

### Переговоры об объединении с АК
Создание Национальных вооружённых сил было принято враждебно руководством Армии Крайовой, поскольку осложнило проводимую ими деятельность по объединению польских подпольных структур под своим руководством.
11 апреля 1943 года представитель лондонского правительства Ян Пикалькевич в статье «Склоки», опубликованной в «Информационном бюллетене», осудил создание Национальных вооружённых сил.
Тем не менее, вскоре между NSZ и АК начались переговоры о военном сотрудничестве.
Командующий АК генерал С. Ровецкий («Грот») настаивал на полном подчинении NSZ его организации, а командующий NSZ полковник И. Озевич, хотя и был сторонником сотрудничества, но настаивал на внутренней автономии NSZ. В результате, после ареста немцами полковника Озевича в начале июня 1943 года, переговоры были прерваны. Позднее был арестован и генерал Ровецкий.
Новым командующим НВС в июле 1943 года стал полковник Тадеуш Курциуш, который был связан с группой «Вал» — политиками довоенного националистического движения «ABC». Они заняли непримиримую позицию в вопросе о слиянии армии. По их мнению, военное сотрудничество могло осуществляться только на основе равноправия двух организаций.
Осенью 1943 года начался очередной раунд переговоров о объединении. Представители NSZ составили письмо на имя верховного главнокомандующего и председателя Совета министров в Лондоне с предложениями по вопросу объединения, однако представители АК отказались их отправить. 1 октября 1943 года новый командующий АК генерал Тадеуш Коморовский («Бур») предложил руководству NSZ войти в состав Армии Крайовой в срок до 15 октября 1943 года. Это предложение было решительно отклонено.
9 ноября 1943 года генерал Т. Коморовский издал приказ № 122, осуждающий Национальные вооружённые силы. Для разрешения тупиковой ситуации на переговорах, главком вооружённых сил в Лондоне, генерал Казимеж Соснковский осенью 1943 года направил в Польшу своих политических и военных представителей.
20 января 1944 года Соснковский отправил Т. Коморовскому распоряжение о включении NSZ в состав АК с предоставлением широкой автономии. Коморовский отклонил это распоряжение.
Также, с начала января 1944 переговоры о объединении с представителями АК вёл Генеральный секретарь TNRP Збигнев Стыпульковский. На их ускорение вероятно повлияло приближение к Польше Красной Армии.
В результате, 7 марта 1944 года было подписано соглашение об объединении. В соответствии с ним, войска Национальных вооружённых сил должны были оставаться компактным соединением в составе партизанских отрядов АК. 31 марта 1944 генерал Т. Коморовский отдал приказ провести слияние, который включал, в частности, утверждение полковника Т. Курциуша командующим Национальных вооружённых сил и назначении его заместителем командира АК по Национальным вооружённым силам.

### Раскол в НВС
В течение примерно полутора месяцев соглашение об объединении соблюдалось. Члены группы «Вал» не были, однако, намерены примириться с потерей контроля над НВС. После смерти полковника Т. Курциуша в ночь с 22 на 23 апреля 1944 г. была предпринята попытка «внутреннего переворота».
Члены TNRP, представлявшие группу «Вал», издали фиктивный, помеченный задним числом приказ, подписанный полковником Т. Курциушем, назначив Ст. Наконечникова-Клюковского, бывшего командующего Национальными вооружёнными силами Северного округа Мазовии и Белостока, с 21 апреля 1944 года первым заместителем начальника вооружённых сил, а затем с 22 апреля и. о. командующего Национальных вооружённых сил.
Были и другие мероприятия. 21 апреля с поста начальника штаба главного командования НВС был снят Альберт Свечинка («Тувар»). В это же время представители группы «Вал» объявили решение TNRP, и создали Политический Совет Национальных вооружённых сил, в который вошли только они.
Между тем, Т. Коморовский, в соответствии с функциональной иерархией, назначил 2 мая 1944 на должность своего представителя в НВС полковника В. Свециньского. После его немедленной отставки на более высокую должность 5 июня был назначен заместитель В. Свециньского, подполковник Альбин Валенты Рак («Лесинский»). В результате, раскол в Национальных вооружённых сил стал реальностью, и под именем NSZ действовали уже две организации: NSZ-АК (которые вошли в АК) и NSZ-ZJ (которые сохранили организационную и военную независимость). Раскол вызвал распад Гражданской службы нации.
Процесс объединения продолжался до конца лета 1944, и закончился переходом в АК большинства солдат бывшей Национальной военной организации. Тем не менее, руководство независимых Национальных вооружённых сил решило «отомстить» тем, кто придерживался условий соглашения об объединении.
Военно-полевой суд главного командования NSZ-ZJ вынес смертный приговор в отношении подполковника А. В. Рака. 15 июня 1944 года он был арестован патрулем НВС-ZJ и принуждён подписать прошение об отставке с должности командующего NSZ-АК. Будучи отпущен, он сразу же отозвал вынужденное прошение. В это же время были замучены глава разведки в командовании VIII округа Ченстохова НВС-АК капитан Станислав Зак («Стас Ченстоховский»), начальник I организационного отдела штаба главного командования НВС-АК подпоручик Владислав Пачольчик, шеф II отдела разведки подпоручик Виктор Гостомский («Наленч», «Хуберт», «Витольд»).
12 июня 1944 года главком АК генерал Т. Коморовский сообщил К. Соснковскому о срыве объединения по вине Национальных вооружённых сил, которые были осуждены высшими военными (генералом К. Соснковским) и гражданскими властями (заместителем премьер-министра Яном Квапинским).

### Столкновения с левым, коммунистическим, леворадикальным и социалистическим сопротивлением
В июле 1943 в условиях усиления поддержки Советским Союзом социалистического и коммунистического подполья, некоторые части НВС перешли к боевым действиям против Гвардии Людовой.
Издания, связанные с НВС, предупреждали, что Польская рабочая партия по приказу Москвы готовит преждевременное антинацистское восстание, которое окончится массовыми жертвами среди польского населения, что будет способствовать попаданию Польши под власть левых, главными из которых были социалисты и коммунисты.
22 июля 1943 года — первый случай прямой атаки отрядом NSZ «Сосна» отряда Гвардии Людовой имени Людвика Варыньского в Присуских лесах у деревни Стефанув (Опочинский уезд). В результате, были убиты 7 бойцов Гвардии Людовой. Командиром отряда NSZ являлся Губерт Юра (псевдоним «Том»), поддерживавший связь с радомским гестапо. В дальнейшем, летом 1944 года он стал офицером Главного командования НВС, был приговорён к смертной казни за сотрудничество с гестапо и преследовался со стороны НВС и АК. Тем не менее, после того, как NSZ-ZJ была сформирована Свентокшиская бригада, он служил в ней офицером по особым поручениям.
9 августа 1943 года у деревни Боров (под Красником, в районе Люблина) отряд NSZ уничтожил отряд GL имени Яна Килиньского, были убиты 26 бойцов Гвардии Людовой.
В это же время NSZ были проведены другие акции против Гвардии Людовой.
- в лагере отряда им. Бартоша Гловацкого в Хороберских лесах вступивший в отряд агент NSZ Мундек Добай бросил гранату в землянку, где проходило совещание командиров отряда. В результате взрыва погибли 2 и были ранены 3 партизана, убийца скрылся[5].
- 26 августа 1943 года у лесничества Фаниславице (Смоховские леса), отряды NSZ под командованием «Жбика» и «Вилька» силой разоружили отряд GL из 35 человек, при этом один из бойцов Гвардии Людовой был убит и ещё один — тяжело ранен…

27 октября 1943 года газета «Велька Польска» (печатный орган партии «Стронництво народове», вооружёнными формированиями которой являлись отряды NSZ) призвала своих сторонников «немедленно приступить к беспощадной борьбе, преследующей цель уничтожить коммунистические и социалистические организации в Польше»
Особенно интенсивный характер имело противостояние в Келецком воеводстве, где в период с декабря 1943 по февраль 1944 года действовали отряды NSZ из группы «Сосна» (переименованные в «Лес 1» и «Лес 2»). В период с ноября 1943 по март 1944 года боевиками NSZ здесь были убиты 40 активистов ППР и бойцов Гвардии Людовой, несколько активистов «Батальонов хлопских» и ещё несколько человек были выданы ими гестапо.
В общей сложности, из 101 боевых отрядов Гвардии Людовой, созданных в 1942—1943 гг., 17 были уничтожены в боях с гитлеровцами, жандармерией и полицией и 3 были уничтожены боевиками NSZ
Кроме того, командование NSZ приказало уничтожать советских партизан, действующих на территории Польши (приказ о уничтожении советско-польского отряда имени Мицкевича имеется в Центральном военном архиве в Варшаве).
В дальнейшем, в связи с переговорами об объединении, которые проводило руководство NSZ c командованием АК, действия против левых партизан, в том числе против коммунистов и социалистов были временно ограничены.
Однако уже в феврале 1944 года вооружённые нападения и убийства представителей ППР и бойцов Армии Людовой боевиками NSZ «стали нередким явлением»
- 1 апреля 1944 года командир 1-й бригады AL имени Земли Люблинской, капитан Владислав Скшипек («Гжибовский»), прибывший на переговоры с командованием отряда NSZ в селение Кобыляж, был расстрелян из автоматов[10].
- в Тшидницкой воле вошедший в деревню отряд NSZ начал разыскивать и убивать оставленных на попечении крестьян раненых бойцов AL, спешивший на помощь отряд AL «Блыскавицы» под командованием Феликса Козыры попал в засаду NSZ, в бою с засадой погиб командир отряда[10].
- боевиком NSZ был застрелен активист AL Стефан Шиманьский («Крук»), один из организаторов партизанского движения в Люблинском воеводстве[10]
- боевиком NSZ был убит Леон Кочаский («Болек»), секретарь Радомской окружной партийной организации ППР[11].
- боевиками NSZ был убит Ян Кандель («Анджей»), боец AL и секретарь 1-го подрайона ППР[12]
- в июне 1944 года в районе Островца-Свентокшиского группа из пяти подрывников под командованием сержанта Сташиньского была окружена отрядом из 30 боевиков NSZ и под угрозой уничтожения разоружена, захвачена в плен и доставлена в деревню Дроговля «для допроса». После того, как поднятый по тревоге батальон бригады «Грюнвальд» окружил деревню, командир отряда NSZ был вынужден освободить партизан (к этому времени сильно избитых) и вернуть их оружие[13].
- 26 июня 1944 года в Скробачеве (недалеко от Стопницы) отряд AL из 50 бойцов был атакован превосходящими по численности силами NSZ, но сумел выйти из окружения, потеряв в бою 4 бойцов убитыми и 2 ранеными. Потери националистов из NSZ оценивались в 20 убитых и раненых[14].
- в течение первого месяца с момента формирования (с середины августа до середины сентября 1944 года) в районе западнее Кельце боевиками Свентокшиской бригады NSZ были убиты 30 партизан Армии Людовой[15].
- 8 сентября 1944 года у деревни Жомбец (в районе Влощова, к юго-востоку от Ченстохова) Свентокшиская бригада NSZ атаковала советско-польское партизанское соединение (отряд AL им. Войцеха Бартоша Гловацкого и отряд советских партизан), в бою погибли 55 советских и польских партизан[1]. В плен к боевикам NSZ попали 32 партизана Армии Людовой и 72 советских партизана, после чего 70 советских партизан и 3 польских партизана Армии Людовой были убиты (ещё двое советских партизан сумели бежать), оставшимся польским партизанам предложили присоединиться к NSZ[15]. В дальнейшем, некоторые пленные активисты АЛ были включены в состав бригады Святого Креста, а некоторые были отпущены[16]. Сообщается, что причиной этого нападения стала происшедшая ранее атака отрядом Армии Людовой патруля Свентокшиской бригады NSZ[17].

Отряд имени Бартоша Гловацкого состоял из десантной группы «Штурм» (11 поляков, сброшенных с советских самолётов на парашютах в ночь с 27 на 28 июля 1944 года в окрестностях железнодорожной станции Туннель) и нескольких десятков присоединившихся местных жителей; советская группа подчинялась органам госбезопасности СССР.
В ноябре 1944 года в Ченстоховском районе боевиками NSZ были убиты 10 партизан Армии Людовой.
Также известны случаи боевых столкновений NSZ с Гвардией Людовой WRN (Gwardii Ludowej WRN).
- так, в 1943 году в селении Makocice боевики NSZ убили бойца GL-WRN[19]
- в селении Soborzyce боевики NSZ сожгли заживо бойца GL-WRN[20]

Помимо убийств политических противников, некоторые активисты NSZ доносили о них германским оккупационным властям.

### Связи с коллаборационистами и национал-социалистами
После разгрома германских войск и их союзников под Сталинградом руководство НВС рассматривало СССР как «врага № 1» вместе с Германским рейхом и его союзниками. После поражения немецкой армии в сражении на Курской дуге летом 1943 года командование НВС пришло к выводу, что СССР является такой же угрозой для Польши как и Германия и её союзники, но оно верило, что поражение Германии и тех кто поддерживает её — вопрос времени. Во второй половине 1943 года некоторые партизанские отряды НВС начали тайно заключать с коллаборационисткими и нацистскими властями (полицией или военными) тактические соглашения местного значения (в частности, в районах Кельца и Люблина). По мере продвижения на запад линии Восточного фронта, контакты некоторых партизан с германцами и коллаборационистами усиливались.
Наиболее прочные связи были установлены с гауптштурмфюрером СС Паулем Фуксом, шефом Гестапо в районе Радом. Посредником в них была организация «Тома», которую возглавлял Хуберт Юра («Том»), бывший командир отряда НВС «Сосна». Все это привело к изданию приказа № 6 главкома НВС полковника Т. Курциуша, запрещавшего какие-либо контакты с национал-социалистами и их союзниками. Несмотря на это, они в дальнейшем продолжались.
В начале 1944 года, в связи с наступлением Войска польского и Красной армии, командование НВС разработало оперативные принципы, в соответствии с которыми надлежало перевести все силы НВС на земли, освобождённые западными союзниками и избегать столкновений с СССР.
С этой целью было запланировано создать три оперативные группы (ОГ из юго-восточных земель, ОГ центральных земель и ОГ северо-восточных земель). Фактически, концентрацию местных сил НВС (включая отряды «Бема» и «Дымши» из района Кельца, «Збика» и «Лося» из района Ченстохова и «Шага» из района Люблина) удалось осуществить только в районе Кельца в июне 1944 года. Они были объединены в 202-й и 204-й полки НВС.
С лета 1944 года, после вступления Войска польского и Красной армии на территорию Польши, контакты некоторых партизанских отрядов с Германией и коллаборационистами — как тактические, так и в сфере разведки — ещё более активизировались.
В августе 1944 года на базе 202-го и 204-го полков была сформирована Свентокшиская бригада — крупнейшее военизированное формирование НВС за всё время оккупации.
В январе 1945 г. под г. Краковом бригада вступила в бой с советской армией и вскоре вошла в союзные отношения с 59-м армейским корпусом Вермахта. В дальнейшем, вместе с частями армии Третьего Рейха бригада отступила на территорию протектората Богемия и Моравия, где её солдаты и офицеры получили статус добровольцев СС (SS-Polnisch-Freiwillingen). Личный состав бригады был частично обмундирован в униформу СС с польскими знаками различия. Из бойцов бригады формировались группы и забрасывались в тылы советских армий для проведения диверсионной деятельности. В апреле 1945 г. бригада была подчинена сдерживавшему наступление сил СССР танковому корпусу «Фельдхернхалле». В задачи бригады входила борьба в прифронтовой зоне с чехословацкими партизанами и советскими разведгруппами. 5 мая 1945 г. бригада оставила свои позиции и отступила на запад, навстречу войскам США.

### Участие НВС в Варшавском восстании
Главное командование НВС и их политические власти считали Варшавское восстание не имеющим шансов на победу. Однако после его начала, все войска, которые удалось сформировать, приняли в нём участие. НВС немедленно официально заявили об участии в восстании 7 августа. В ходе боевых действий пришли к соглашению между силами НВС и отрядом НВС-ZJ под командованием поручика «Миколая» Козловского.
Операции в районе Варшавы и в самом городе проводили НВС-АК во главе с полковником Спиридионом Коишевским («Топор»). Дальнейшие планы сотрудничества даже включали создание двух дивизий НВС, отдельно для обеих фракций, в состав которых должны были войти солдаты НВС, воевавшие в Варшавском восстании, но ухудшение военной ситуации помешало их осуществлению.
Часть активистов НВС воевала в составе подразделений АК.
Самым крупным отрядом НВС, участвовавшим в восстании была моторизованная бригада «Колесо», которой командовал подполковник Зигмунд Релишко («Болеслав Колодзейский»), она обеспечивала оборону Старого города. Бригада была лишь частично вооружена, и её невооружённая часть занималась сапёрно-минными работами, перевозками, тушением пожаров и похоронами убитых.
Самым боеспособным из участвовавших в восстании подразделений НВС была созданная 6 августа рота НВС «Варшавянка» (командир — кпт. Пётр Захаревич (пс. «Завадский»)), в день формирования насчитывала около 80 солдат. Входила в состав группировки АК «Смелый II»; к моменту капитуляции насчитывала около 170 солдат.
Из других отрядов НВС воевали подразделения полка им. генерала Сикорского (до восстания насчитывал около 200 человек, рассредоточенных в момент начала восстания) в составе группировки АК «Harnas» и, возможно, в полку им. генерал Й. Х. Домбровского.
По разным источникам, в восстании участвовали от 800 до 2 тысяч или даже 3,5 тыс. активистов NSZ обеих фракций.

### НВС после поражения Варшавского восстания
Начало Варшавского восстания 1 августа 1944 серьёзно осложнило внутреннюю ситуацию в НВС. Хотя главное командование НВС перебралось в Ченстохов, в Варшаве остался и. о. главнокомандующего НВС, С. Наконечников. После потери связи с ним, новым и. о. главкома НВС был назначен бригадный генерал в отставке Тадеуш Ястржебский («Повала»), но в первой половине октября 1944, после поражения восстания в Ченстохов прибыл С. Наконечников, который выбрался из города и постарался восстановить свои полномочия. 18 октября 1944 он был застрелен начальником разведывательного отдела II Главного командования НВС, капитаном НВС Отмаром Вавршковичем.
После смерти Наконечникова НВС выступил с заявлением, что он якобы установил контакт с Армией Людовой и хотел подчинить НВС Польскому комитету национального освобождения.
В это же время произошли общие организационные изменения. 9 августа 1944 фактически перестал существовать Политсовет НВС, который передав свои полномочия в областях, оккупированных немцами Политсовету НВС-Запад. Кроме того, был издан приказ о создании трёх оперативных групп (северной, центральной и южной), которые должны были охватить все отряды НВС, а затем перевести их на Запад, на земли, занятые американскими и британскими войсками. В конце удалось создать только бригаду Святого креста НВС в Кельце.
20 октября 1944 на должность нового и. о. главнокомандующего НВС был избран майор запаса Зигмунд Броневский (пс. «Богуцкий»), бывший командир Люблинского района — III. В то же время 11 ноября он был произведён в бригадного генерала НВС. Кроме того, в ноябре 1944 большинство отрядов НВС было официально подчинено Национальной военной организации (НВО) и было преобразовано в Национальное войсковое соединение.
В сентябре 1945 года был создан инспекторат Юго-Западных Территорий, состоящий из трёх районов — Верхняя Силезия, Опольская Силезия и Нижняя Силезия. В 1947 произошло уничтожение большинства групп НВО, несколько отрядов действовали до середины 50-х годов в подполье.
НВО насчитывала несколько десятков отрядов (в общей сложности 2-4 тысячи солдат) и проводила военные операции против НКВД, Корпуса внутренней безопасности, Польской Народной армии, милиции и ОУН, в частности против УПА.

### Послевоенный период
Движение было полностью разгромлено в 1946 г. в результате действий польской госбезопасности, а также из-за того, что НВС потеряли поддержку со стороны Армии Крайовой.
Сразу после войны многие члены НВС были арестованы за «антинародную» деятельность. Однако первый глава НВС полковник Озевич вернулся в конце 1950-х в Польшу из эмиграции и преследованиям не подвергался.
В соответствии с Указом Президента Польши в изгнании Казимежа Саббата от 1 января 1988 г., офицеры и солдаты НВС «выполнили свой национальный и солдатский долг польской Республике».

## Военные действия

### Партизаны
Военные силы НВС подразделялись на: Отряд специальных действий, местные силы, партизан и подразделения подготовки специальных действий.
Первые силы спецопераций начали появляться уже в октябре 1942 г., когда главком НВС, полковник И. Оциевич, издал приказ провести специальную операцию номер 1.
В силу этого приказа, следовало ликвидировать «подрывные и преступные банды», борьбу с германскими карательными экспедициями и союзными им силами производить «в случае грубой несправедливости оккупанта», и приобретать материальные ресурсы путём нападения на оккупационные налоговые органы, почты и т. п. В документе также имелись руководящие принципы по ликвидации членов «враждебных к нам образований меньшинств», однако эти слова в оригинальном тексте не содержались и были дописаны,.
В воспоминаниях НВС также выступает с позиции упоминания о необходимости бороться с формированиями других национальностей, появившихся под нацистским влиянием (…)", вооружённых групп, которые сотрудничают с нацистскими оккупационными силами и их союзниками против польского государства, его граждан и союзников.
Вскоре после этого был отдан приказ по специальным мероприятиям номер 2, который должен был помочь народу изгнать нацистов из района Замостье. Большинство партизанских сил НВС было создано в районах Кельц V (пор. «Морской», пор. «Бема» пор. «Грозный» и др.) и Люблина III (пор. «Пещера», пор. Генриха Фигуро-Подхорского (пс. «Шаг»), ппор. Леона Цибульского (пс. «Факел»), пор. Вацлава Петровского (пс. «Тихий») и других).
В качестве примеров борьбы с национал-социалистами и их союзниками можно отметить:
- В конце 1942 года под Сухеднювом в Келецком районе — взорван германский эшелон с рудой и серным колчеданом.
- В середине января 1943 г. — нападение на германский склад оружия в Кельце, в результате которого было добыто несколько автоматов и около 16 тысяч патронов.
- Март 1943 — нападение на германскую тюрьму военной жандармерии в Краснике первого партизанского отряда НВС, известного как «Александровка».
- 20 апреля 1943 — нападение совместно с АК на Эмиссионный Банк в Ченстохове, выполненное отрядами «Шага» и «Заглобы».
- В середине августа 1943 — нападение «Александровки» на банк в Янове Любельском.
- В начале сентября 1943 — битва под Юсчьем (Люблинская область) с германской командой военной полиции, которая позволила отряду АК в то же время разрушить тюрьму в Билгорае.
- В конце 1943 г. — удары отряда «Шага» по германской колонии в Марьянове, в результате которого было добыто огромное количество оружия и боеприпасов.
- В апреле 1944 г. — победоносный бой с германцами отрядов «Шага» и «Дымши» под Михаловичами в Оратовской.
- 26 июля 1944 г. — наступление на германцев бригады Святого креста в Любче для оказания помощи отряду АК, добыты оружие и грузовые автомобили.
- 26 июля 1944 — успешная битва с отрядом СС под Олечным отряда «Збика» и отряда АК Мечислава Тарчальского пс. «Мартин».
- 5 мая 1945 освобождение женского концентрационного лагеря в Холизовей (Чехословацкая республика).

## Организационная структура

### Главнокомандующие НВС
- Полковник Игнаций Озевич («Чеслав») — 20 сентября 1942 — начало июня 1943;
- Полковник морской службы / Бриг. ген. НВС Тадеуш Курциуш («Zegota», « Моряк», «Фишер», «Генерал Марс») — с 1 августа 1943 года до 22 апреля 1944
- Майор / полковник НВС Станислав Наконечников-Клюковский («Кмициц», «Завиша», «Килинский») — с 22 апреля по 24 июля 1944
- бригадный генерал / генерал дивизии НВС Тадеуш Ястржебский («Повала») — с 24 июля до середины октября 1944
- Майор / полковник НВС Станислав Наконечников-Клюковский («Кмицыц», «Завиша», «Килинский») (с середины октября по 18 октября 1944)
- Майор запаса / бригадный генерал НВС Зигмунд Броневский («Богуцкий», «Св. Богуцкий») — с 20 октября 1944 до начала августа 1945
- Подпоручик запаса / полковник НВС Станислав Кашница («Ус», «Препона», «Усовский», «Станислав Усач») — с августа 1945 г. до 15 февраля 1947 г.

### Главное командование НВС
Общее руководство деятельностью NSZ осуществляло Главное командование, при котором функционировал штаб, состоявший из шести отделов, организованных в 3 направления: связи, административный и главного командования.
Штабом командовал Начальник Штаба, а во главе направлений стояли его заместители.
Организационная структура Национальных вооружённых сил учитывала довоенное административное деление Польской Республики, а также включала земли, принадлежавшие до 1939 года Германии. Области была разделена на шесть инспекторатов, в составе которых насчитывалось 17 округов, которые, в свою очередь, были разделены на районы. На уровне округов и районов были созданы местные (окружные и районные) командования.

### Инспектораты НВС
- Инспекторат Западных земель с размещением в Варшаве (Округа: VI, VIII, IX, X, XI) — плк. зап./бриг. ген. НВС Станислав Тиель (пс. «Пшемыслав») (с лета 1942 г. до мая 1943 r.), майор/пплк. НВС Эдмунд Людвик Михальский (пс. «Каетан», «Лодзя», «Моравский») (с мая 1943 г. до начала варшавского восстания)
- Инспекторат Центральных земель (Округа: IA, IB, XII) — плк. Витольд Комиеровский (пс. «Кот», «Медведь», «Волкулак», «Сулима») (с января до весны 1944 г.)
- Инспекторат Северных земель (Округа II, XIII) — майор/плк. НВС Станислав Наконечников-Клюковский (с осени 1943 г. до мая 1944 г.)
- Инспекторат Юго-Западных земель (Округа: III, V)
- Инспекторат Юго-Восточных земель (Округа: IV, VII, XIV) — NN пс. «Zachoszcza»
- Инспекторат Северо-Восточных земель (Округа: XV, XVI, XVII) — неизвестен командир.

## Печатные издания
НВС издавали более десятка газет, обычно выходивших в Варшаве и на местах.